# 218400 Marquardt
218400 Marquardt este un asteroid din centura principală de asteroizi.

## Descriere
218400 Marquardt este un asteroid din centura principală de asteroizi. A fost descoperit pe 22 august 2004 la Altschwendt de Wolfgang Ries. Asteroidul prezintă o orbită caracterizată de o semiaxă mare de 3,07 ua, o excentricitate de 0,14 și o înclinație de 11,8° în raport cu ecliptica.